# HMS E22
Pour les articles homonymes, voir E22.
Le HMS E22 est un sous-marin britannique de classe E construit pour la Royal Navy par Vickers à Barrow-in-Furness. Sa quille fut posée le 27 août 1914 et il fut mis en service le 8 novembre 1915.

## Conception
Comme tous les sous-marins de la classe E postérieurs au E8, le E22 avait un déplacement de 662 tonnes en surface et de 807 tonnes en immersion. Il avait une longueur totale de 55 m et un maître-bau de 6,92 m. Il était propulsé par deux moteurs Diesel Vickers huit cylindres à deux temps de 800 chevaux (600 kW) et moteurs électriques deux moteurs électriques de 420 chevaux (310 kW),. 
Le sous-marin avait une vitesse maximale de 16 nœuds (30 km/h) en surface et de 10 nœuds (19 km/h) en immersion. Les sous-marins britanniques de la classe E avaient une capacité en carburant de 50 tonnes de gazole, et une autonomie de 2 829 milles marins (5 238 km) lorsqu’ils faisaient route à 10 nœuds (19 km/h). Ils pouvaient naviguer sous l’eau pendant cinq heures en se déplaçant à 5 nœuds (9,3 km/h).
Le E22 était armé de cinq tubes lance-torpilles de 18 pouces (457 mm), deux à l’avant, un de chaque côté à mi-longueur du navire et un à l’arrière. Au total, 10 torpilles étaient emportées à bord.
Les sous-marins de la classe E avaient la télégraphie sans fil d’une puissance nominale de 1 kilowatt. Sur certains sous-marins, ces systèmes ont par la suite été mis à niveau à 3 kilowatts en retirant un tube lance-torpilles du milieu du navire. Leur profondeur maximale de plongée théorique était de 100 pieds (30 mètres). Cependant, en service, certaines unités ont atteint des profondeurs supérieures à 200 pieds (61 mètres). Certains sous-marins contenaient des oscillateurs Fessenden.
Leur équipage était composé de trois officiers et 28 hommes.

## Engagements
Le HMS E22 participe à des expériences en mer du Nord pour intercepter les Zeppelins le 24 avril 1916. Le E22 transportait deux hydravions de reconnaissance Sopwith Schneider sur son pont. Le navire plongea alors par mer calme et les hydravions flottèrent à la surface. Ils décollèrent alors pour retourner à Felixstowe sur la côte Est de l’Angleterre. Ces essais n’ont pas été répétés. 
Le E22 est torpillé le 25 avril 1916 par le U-boot allemand UB-18 au large de Great Yarmouth en mer du Nord. Il y a eu deux survivants, l’ERA F.S. Buckingham et le timonier William Harrod, faits prisonniers par le U-Boot.